# Håvard Solås Taugbøl
Håvard Solås Taugbøl (Lillehammer, 20 agosto 1993) è un fondista norvegese.

## Biografia
Attivo in gare FIS dal dicembre del 2009, in Coppa del Mondo ha esordito il 15 dicembre 2013 a Davos (21º) e ha ottenuto il primo podio il 14 dicembre 2019 nella medesima località (3º). Ai Mondiali di Oberstdorf 2021, sua prima presenza iridata, ha vinto la medaglia di bronzo nella sprint; nella medesima specialità il 18 dicembre dello stesso anno ha conquistato a Dresda la prima vittoria in Coppa del Mondo. L'anno dopo ai XXIV Giochi olimpici invernali di Pechino 2022, suo esordio olimpico, si è classificato 10º nella sprint, mentre ai Mondiali di Planica 2023 si è piazzato 27º nella sprint e a quelli di Trondheim 2025 si è classificato 14º nella sprint.

## Palmarès

### Mondiali
- 1 medaglia:
  - 1 bronzo (sprint a Oberstdorf 2021)

### Mondiali juniores
- 2 medaglie:
  - 1 argento (staffetta a Liberec 2013)
  - 1 bronzo (staffetta a Erzurum 2012)

### Coppa del Mondo
- Miglior piazzamento in classifica generale: 18º nel 2022
- 12 podi (8 individuali, 4 a squadre):
  - 1 vittoria (individuale)
  - 6 secondi posti (3 individuali, 3 a squadre)
  - 5 terzi posti (4 individuali, 1 a squadre)

#### Coppa del Mondo - vittorie
| Data             | Località | Nazione  | Spec. |
| ---------------- | -------- | -------- | ----- |
| 18 dicembre 2021 | Dresda   | Germania | SP TL |

Legenda:

TL = tecnica libera

SP = sprint